# Mostostal Kraków

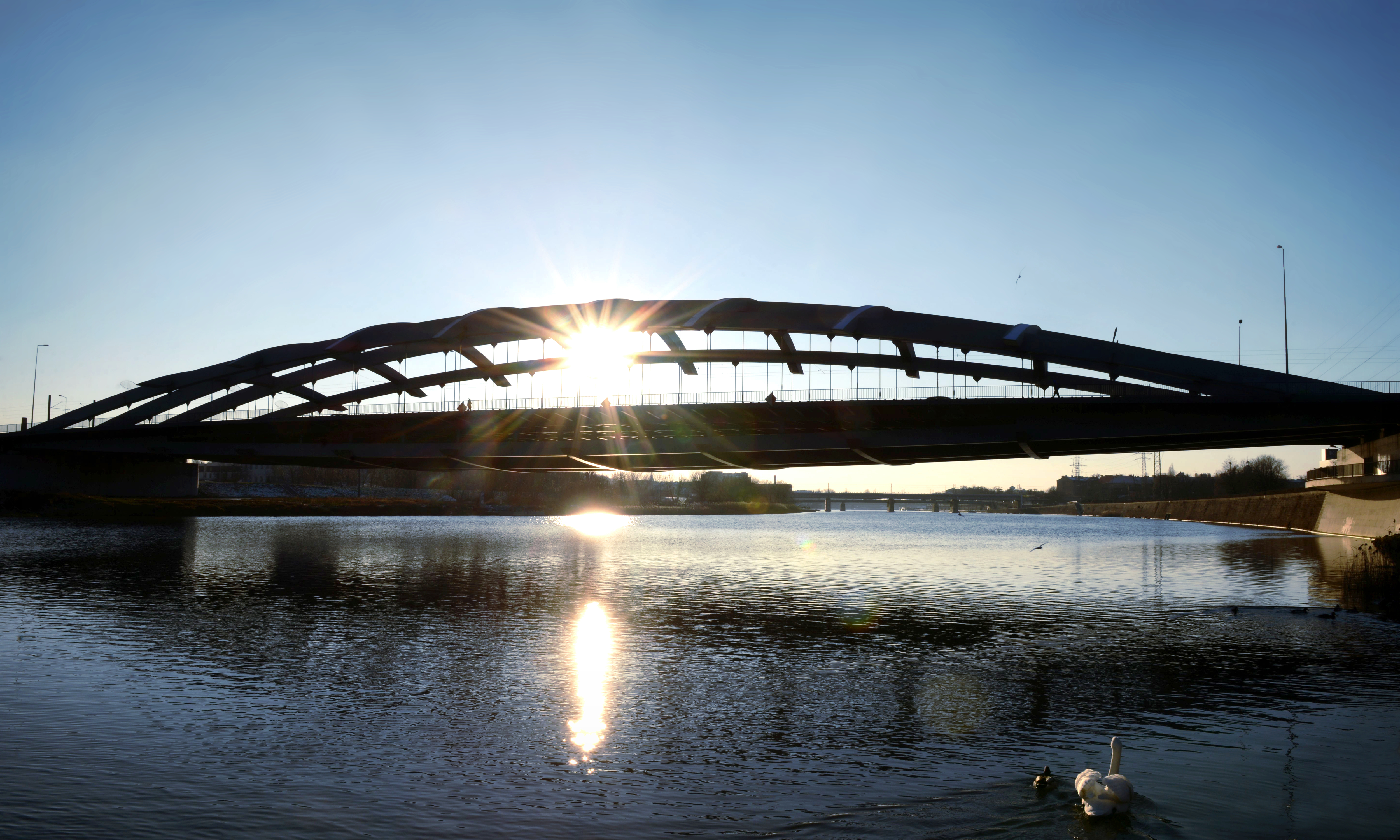
Most Kotlarski w Krakowie

Mostostal Kraków S.A. – polskie przedsiębiorstwo budowlane z siedzibą w Krakowie, będące generalnym wykonawcą w budownictwie przemysłowym. Firma specjalizuje się w świadczeniu usług w zakresie wykonawstwa i montażu wszelkiego rodzaju konstrukcji stalowych, montażu urządzeń głównie dla przemysłów cementowo-wapienniczego, energetycznego, hutniczego, chemicznego. Przedsiębiorstwo posiada dwie Wytwórnie Konstrukcji Stalowych zlokalizowane w Krakowie oraz w Żłobnicy w gminie Kleszczów.

## Struktura
Mostostal Kraków S.A. jest spółką należącą do Grupy Budimex.

## Działalność
Przedsiębiorstwo w ramach swojej działalności oferuje:
- generalne wykonawstwo i obsługę inwestorską,
- wykonanie, montaż i remonty mostów, wiaduktów i kładek,
- montaż i remonty urządzeń i instalacji przemysłowych,
- montaż i naprawę urządzeń dźwignicowych,
- wykonanie i montaż konstrukcji stalowych hal przemysłowych, hangarów, hal sportowych i widowiskowych, wiat magazynowych,
- wykonanie i montaż budynków szkieletowych,
- wykonanie i montaż zbiorników cylindrycznych i kulistych na ciecze i gazy,
- wykonanie, montaż i remonty kominów,
- wykonanie i montaż konstrukcji w obiektach hydrotechnicznych,
- realizacja obiektów ochrony środowiska: elektrofiltry, filtry workowe, odsiarczanie spalin, oczyszczalnie ścieków,
- spawanie gazociągów przesyłowych.

Wytwórnię Konstrukcji Stalowych Mostostalu Kraków w Krakowie oraz w Kleszczowie charakteryzują:
- wydajność ok. 1400 ton konstrukcji miesięcznie,
- największa masa jednego elementu – 40 ton,
- maksymalne wymiary jednego elementu: 4 × 30 m x 3,5 m.

## Wybrane realizacje
- Jako generalny wykonawca: modernizacja Oczyszczalni Elektrolitu na Wydziale P-7w KGHM Polska Miedź – Huta Miedzi Głogów; rozbudowa zakładu Pulverit Polska; budowa II Etapu Przemiałowni w Kopalni Wapienia Czatkowice.
- Dostawa i montaż konstrukcji stalowych w ramach budowy obiektów mostowych: estakada WO-5 w Pszczynie; wiadukt WD-137 w Dębicy; wiadukt WD-2 w Ostrowcu Świętokrzyskim; obwodnica Kraśnika – Obiekty III, IV; Most Kotlarski w Krakowie.
- Wykonanie i dostawa konstrukcji stalowej kopuły zabezpieczającej pozostałości po reaktorze atomowym w Elektrowni Atomowej w Czarnobylu.
- Budowa Młyna Cementu nr 4 (największy poziomy młyn kulowy w Europie) oraz modernizacja Linii Piecowej nr 2 w Cementowni Górażdże.
- Wykonanie, dostawa i montaż konstrukcji stalowych w ramach budowy bloków energetycznych m.in. w Elektrowni Narva w Estonii, w Elektrociepłowni Włocławek, w Elektrowni Bełchatów, w Elektrowni Łagisza.
- Zabudowa konstrukcji kompleksu hal oraz roboty budowlano-montażowe w ramach zadania Program Modernizacji Pirometalurgii w KGHM Polska Miedź – Huta Miedzi Głogów I.
- Wytworzenie, dostawa i montaż konstrukcji stalowej hangarów dla statków powietrznych w Porcie Lotniczym Rzeszów-Jasionka.
- Wykonanie zbiorników paliw płynnych w Lotos Gdańsk, zbiorników na metanol w terminalu paliwowym Huty Szczecin.
- Wytworzenie, dostawa i montaż konstrukcji stalowych w ramach: montażu zbiornika akumulatora ciepła, wykonania układu odpopielania zewnętrznego, układu gospodarki olejowej w ZEC w Bielsku-Białej[2].

## Historia[3]
- maj 1945 – powstało prywatne Przedsiębiorstwo Budowy Mostów i Konstrukcji Stalowych „Mostostal”, którego głównym przedmiotem działalności była odbudowa zniszczonych w czasie II wojny światowej mostów,
- lata 1950. – podstawowym obszarem działań „Mostostalu” było wznoszenie obiektów nowo powstającej Huty im. Lenina w Krakowie–Nowej Hucie,
- od lat 1960. – ekspansja Mostostalu na Polskę oraz rynki zagraniczne, co stanowiło nowość w kulturze i strategii polskiego budownictwa przemysłowego,
- lata 1990. – przekształcenie przedsiębiorstwa w jednoosobową spółkę Skarbu Państwa Mostostal Kraków SA[4],
- 2002 – w październiku Mostostal Kraków SA wszedł do Grupy Budimex.

## Nagrody
- Nagroda I stopnia w Konkursie PZITB „Budowa Roku 2012” w kategorii „Obiekty oceniane indywidualnie” za budowę młynowni cementu nr 4 wraz z młynem kulowym cementu i suszarnią żużla w Cementowni Górażdże w Choruli[5].
- Nagroda I stopnia w Konkursie PZITB „Budowa Roku 2016” w kategorii „Obiekty przemysłowe” za zrealizowanie jako Generalny Wykonawca zadania inwestycyjnego pod nazwą „Zabudowa konstrukcji kompleksu hal pieca zawiesinowego i pieca elektrycznego, kotła odzysknicowego, budynku elektryczno-energetycznego, rozbudowa hali pieca anodowego wraz z konstrukcją pod urządzenia oraz instalacjami, realizowane w ramach programu modernizacji pirometalurgii w Hucie Miedzi Głogów”[6].
- Gazele Biznesu 2015 jako jedna z najbardziej dynamicznych małych i średnich firm[7]
- Budowlana Firma Roku 2016[8]
- Modernizacja Roku 2016[9]
- Dzieło Mostowe Roku 2017 za konstrukcję estakady łącznicy kolejowej Kraków Zabłocie - Kraków Krzemionki[10]